# Chapelle Saint-Julien-l'Hospitalier de Cocquerel
La chapelle Saint-Julien-l'Hospitalier de Cocquerel est située sur le territoire de la commune de Cocquerel, dans le département de la Somme, au sud-est d'Abbeville.

## Historique

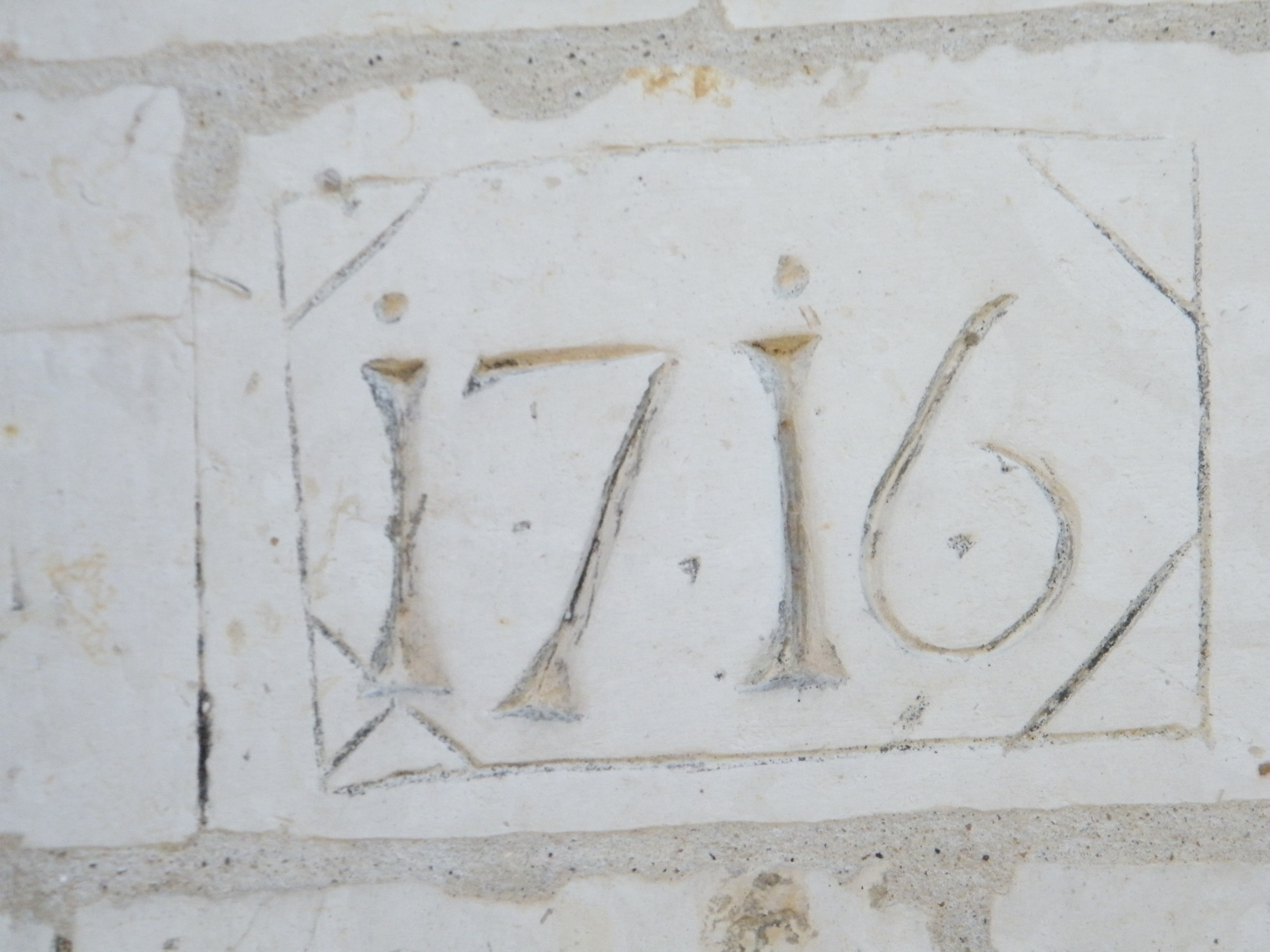
date de construction 1716

Une chapelle fut édifiée en 1716 sur les fondations d'un petit ermitage datant des Templiers.
Après avoir été dédiée à saint André, elle fut placée sous la protection de saint Julien l'Hospitalier (ou Le Pauvre), probablement en raison de son emplacement géographique.
En effet, le hameau de Longuet se situe au bord de la Somme, à 800 mètres de la commune de Long, autrefois très prospère. Le passage du fleuve se faisait pour les habitants de ce village à la hauteur du hameau de Longuet. La légende racontée par Flaubert, apprend que le saint a consacré une partie de sa vie à faire le passeur.

## Description
Elle est construite en pierre blanche crayeuse du pays et surmontée d'un campenard, au hameau de Longuet. Le vitrail installé en 1939 parle de la vie du saint. Des travaux de réparation sont effectués en 1998.

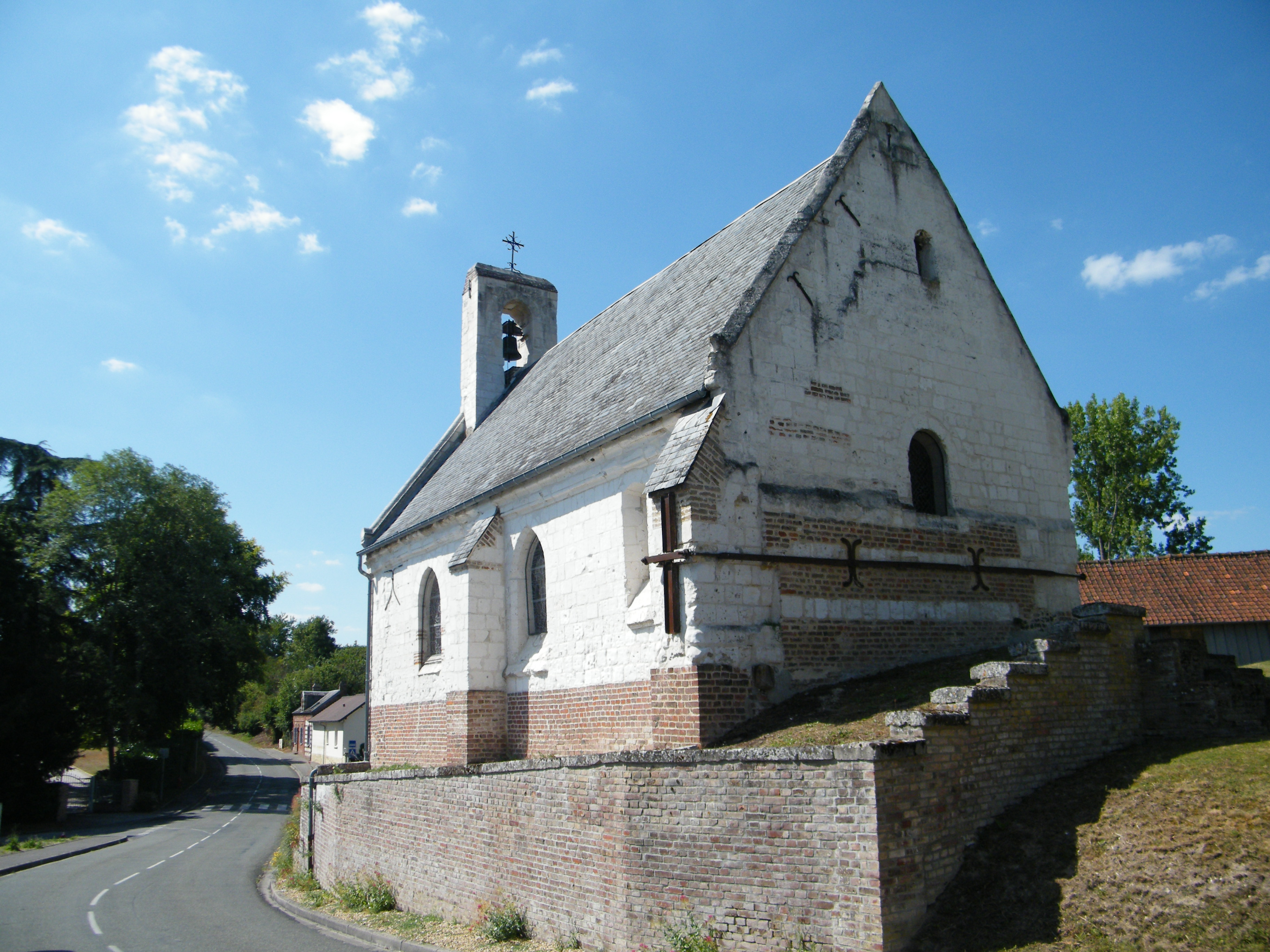
Chapelle Saint-Julien à Longuet.

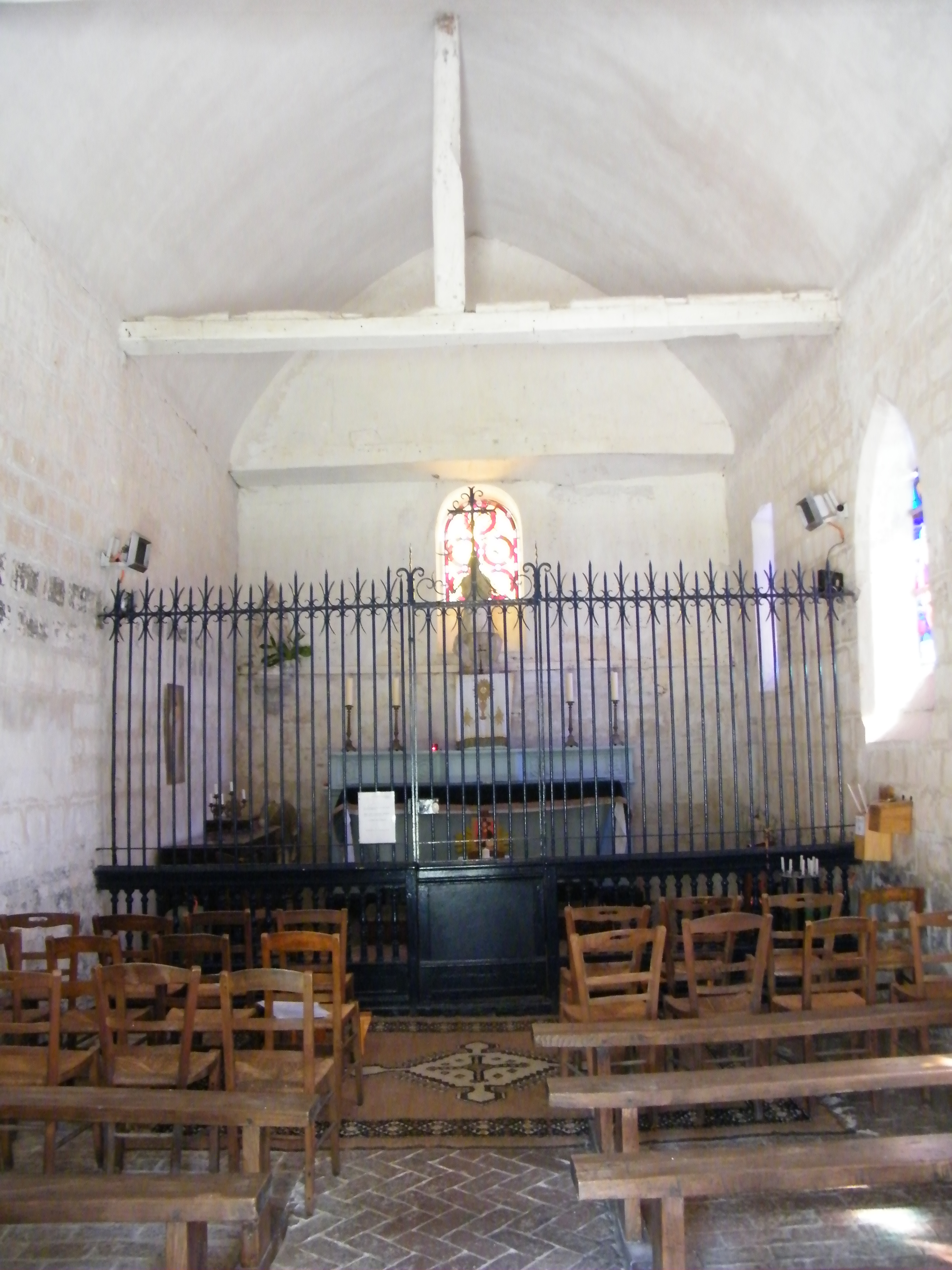
Intérieur de la chapelle
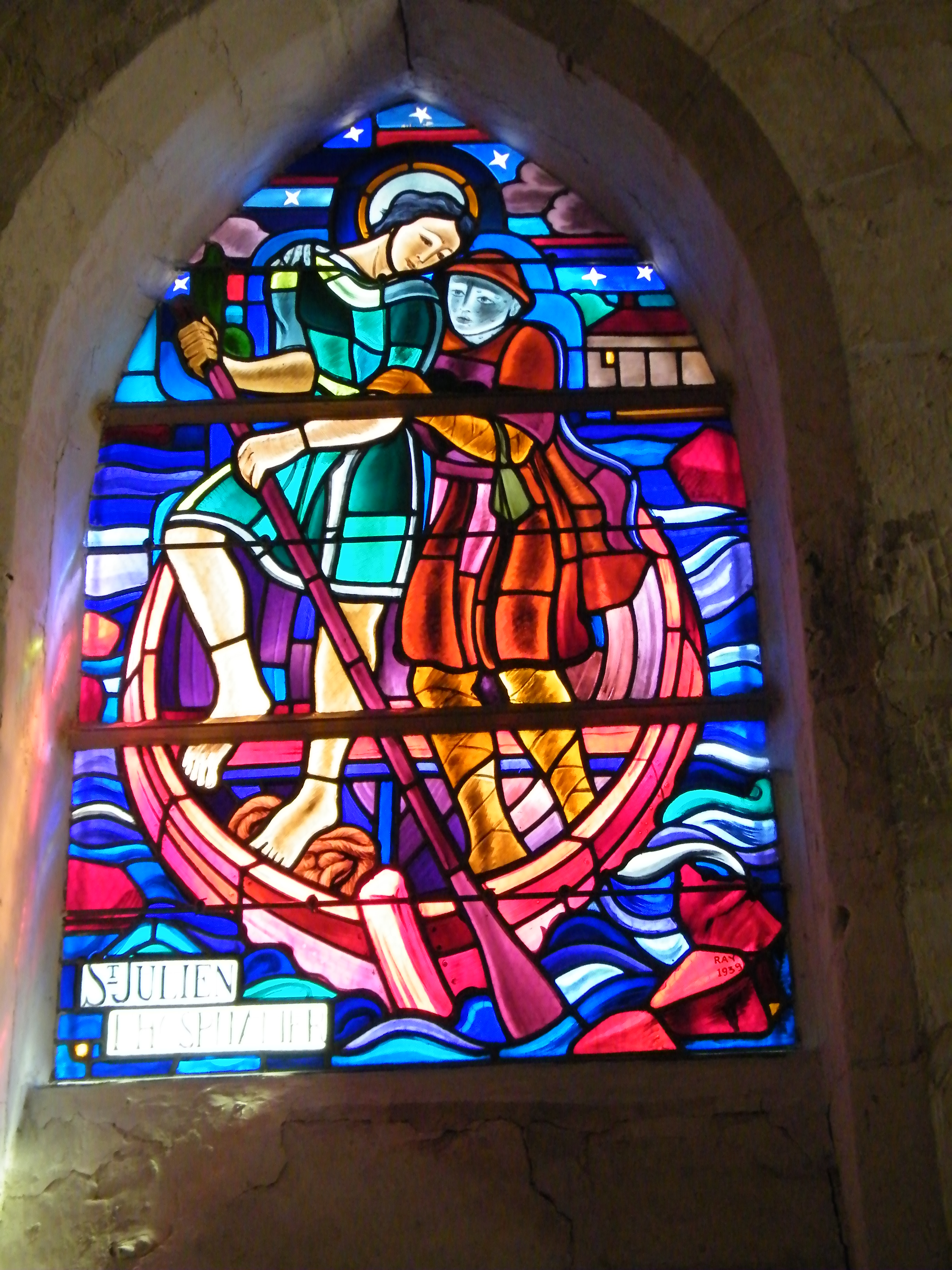
Vitrail de saint Julien l'Hospitalier
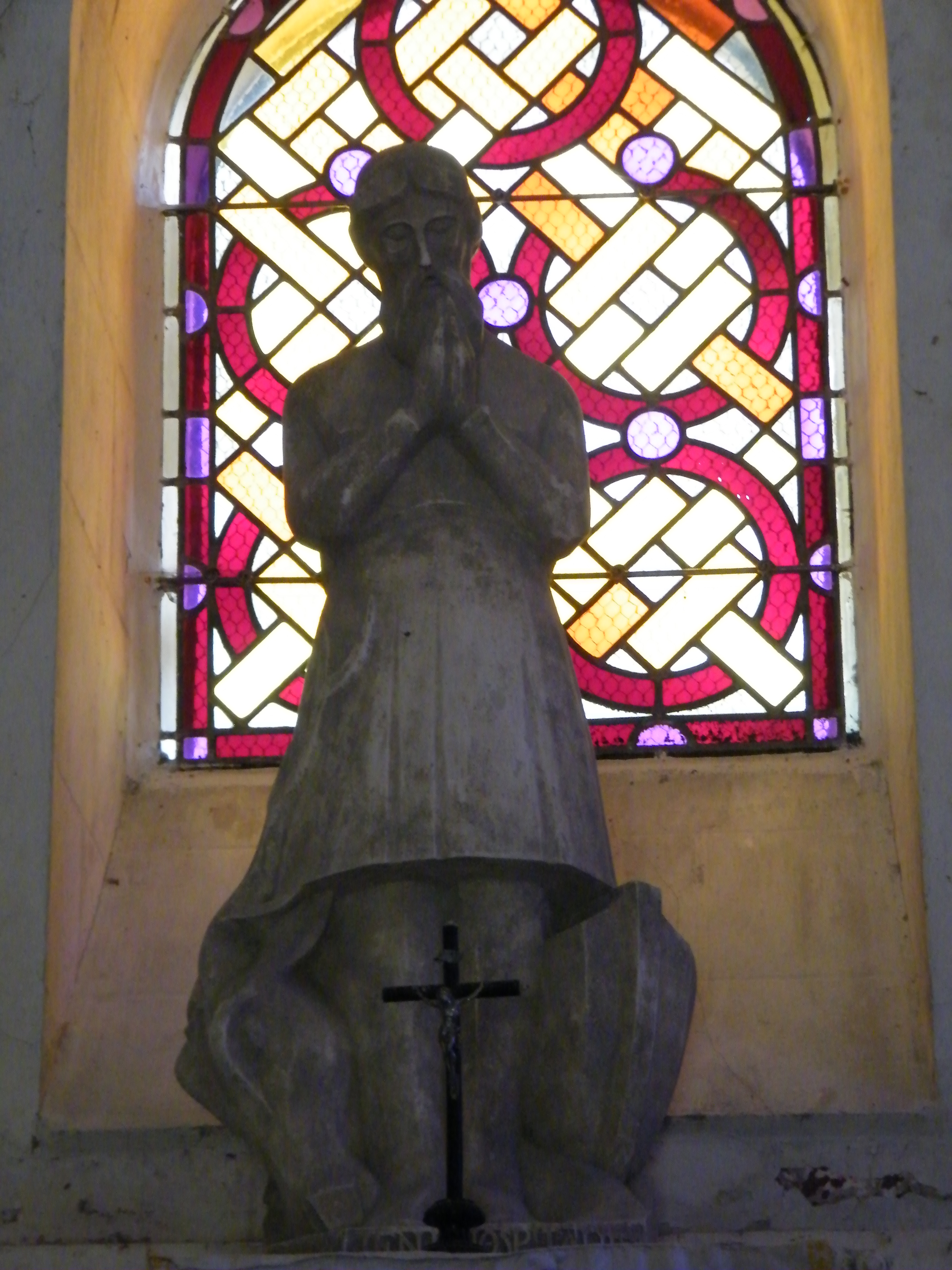
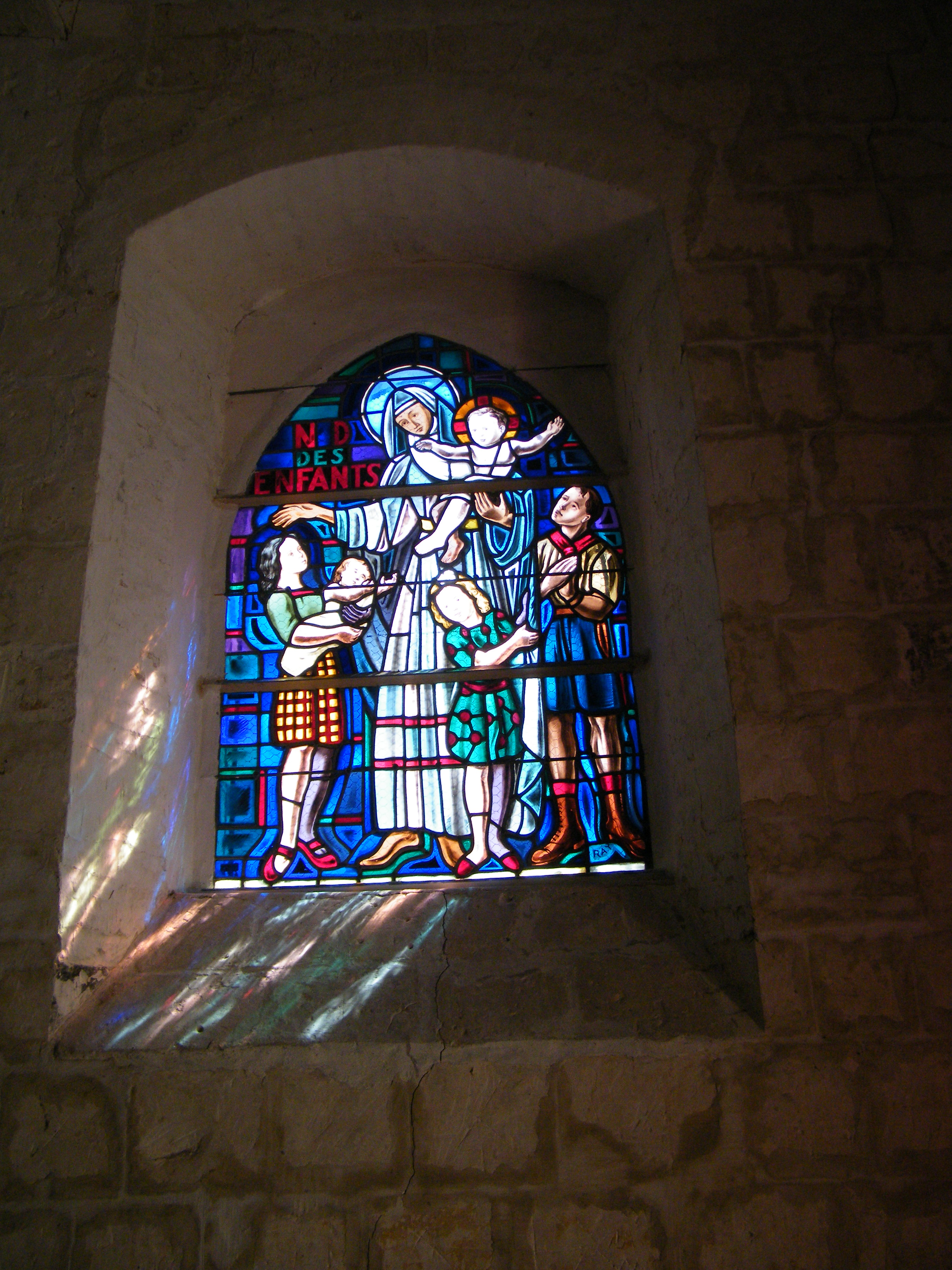
Vitrail de Notre-Dame des Enfants

## Pèlerinage
Un pèlerinage a lieu le lundi de Pâques pour célébrer le saint patron du hameau de Longuet.